# Студенец (Кировская область)
 Студенец — деревня в Кировской области. Входит в состав муниципального образования «Город Киров»

## География
Расположена на расстоянии примерно 11 км по прямой на запад-юго-запад от поселка Лянгасово.

## История
Известна с 1671 года как починок Фадейка Носкова с 2 дворами, в 1764 141 житель. В 1873 году здесь (деревня Фадея Носкова или Студенец) отмечено дворов 36 и жителей 311, в 1905 23 и 163, в 1926 (Студенец или Фаддея Носкова) 29 и 117, в 1950 39 и 218, в 1989 110 постоянных жителей. Настоящее название утвердилось с 1978 года. Административно подчиняется Октябрьскому району города Кирова.

## Население
Постоянное население составляло 83 человека (русские 94%) в 2002 году, 38 в 2010.